# Các môn phái võ thuật tại Việt Nam
Võ thuật Việt Nam qua hàng ngàn năm lịch sử đấu tranh sinh tồn và giao lưu văn hóa, đã phát triển rất đa dạng và phong phú, hình thành nhiều môn phái khác nhau. Dưới đây là những môn phái võ thuật được ghi nhận phát triển tại Việt Nam ngày nay, bao gồm những môn phái là thành viên của Liên đoàn Võ thuật cổ truyền Việt Nam. Các môn phái võ thuật tại Việt Nam cũng bao gồm các môn phái có nguồn gốc từ nhiều nước khác, du nhập và phát triển tại Việt Nam.

## Các môn phái võ thuật Việt Nam
Do ảnh hưởng bởi văn hóa Trung Hoa, võ thuật Việt Nam thường có nhiều nét giống võ thuật Trung Quốc, dù vẫn có những nét đặc trưng riêng do ảnh hưởng văn hóa địa phương và đặc điểm môi trường địa phương. Võ thuật Việt Nam đa dạng nhưng có thể xếp vào 3 nhóm chính: Nhóm Bắc Hà (miền Bắc), nhóm Bình Định (miền Trung), nhóm Nam Bộ (miền Nam).

### Nhóm Bắc Hà
Các môn phái tiêu biểu:
- Nam Thiên Phật Môn Quyền[1][2]
- Thiên Môn Đạo
- Nhất Nam (võ Hét)
- Võ vật Liễu Đôi[3][4]
- Thăng Long Võ đạo[5][6]
- Nam Hồng Sơn[6][2][7]
- Thanh Phong Võ Đạo[6]
- Bắc Việt Võ[8][9]
- Bình Định gia
- Đông Đô phái[2] hay Đông Đô Việt Võ Quyền
- Hoa Quyền[2]
- Vũ Long Quyền[10]
- Thiếu Sơn Phật Gia[11][12]
- Thiếu Lâm Mai Hãn[11][12]

### Nhóm Bình Định
Các môn phái tiêu biểu:
- Thiếu Lâm Nam Sơn[13]
- Tây Sơn võ đạo[14]
- Võ Phái An Thái
- Bình Thái đạo[7] (viết tắt của Bình Định An Thái Võ Đạo) hay "Võ phái An Thái", là phái võ xuất phát từ làng An Thái, một trong hai làng võ nổi tiếng đất Bình Định, (bên cạnh làng An Vinh), truyền vào Sài Gòn với tên Bình Thái Đạo. Võ sư Tàu Sáu (tên thật là Diệp Trường Phát) là tổ sư của các võ đường ở làng An Thái. Về sau An Thái có 4 lò võ lớn mang tên Bình Sơn, Hải Sơn, Quách Cang (tức phái Tàu Sáu) và Hồ Hoành[15].
- Võ kinh Vạn An[8][16]
- Bạch Hổ võ phái
- Thiếu Sơn Phật Gia[17]
- Huỳnh Huynh Đệ[18]
- Kim Kê Tây Sơn Nhạn[6]
- Thiếu Lâm Đại Tâm[19]
- Tứ Phụng[20]
- Tấn Gia Quyền[21]
- Hổ Quyền phái[22]
- Hầu Quyền phái[23]

### Nhóm Nam Bộ
Xuất thân đa dạng của người Việt trong Nam đã tạo nên những hệ thống võ thuật Nam Bộ có nguồn gốc rất phong phú pha trộn từ các nhóm Bình Định, Thanh Hóa, Nghệ An, đồng bằng sông Hồng và cả những võ phái có xuất xứ từ Trung Quốc (như võ Thiếu Lâm), võ thuật của dân tộc Chăm, dân tộc Khmer. Sự pha trộn nhiều môn loại với kỹ thuật được cải biến cho phù hợp với điều kiện cụ thể ở miền Nam trong đó có nhu cầu tự vệ trước thú dữ và khai khẩn đất canh tác mới, đã tạo nên phái Nam Bộ đặc biệt với những môn phái được gọi là "Võ miệt rừng" hay "Võ miệt vườn" nổi danh như Tân Khánh Bà Trà, Thất Sơn quyền của các nhà sư, Âm dương phái và phái Kim Kê.
Danh sách nhóm Nam Bộ (không đầy đủ):
- Tân Khánh Bà Trà[7]
- Thiếu Lâm Phật Gia Quyền[25]
- Bình Định Sa Long Cương[6]
- Trúc Lâm Thái Hư[26]
- Việt Đạo Quán[27]
- Tây Sơn Bình Định[7]
- Hóa Quyền Đạo[28]
- Hắc Long phái[7]
- Nội Gia Quyền[2]
- Hồng Mi Đạo Nhơn[29]
- Trung Sơn võ đạo[30]
- Tây Sơn Nhạn

## Các môn phái võ thuật có nguồn gốc nước ngoài

### Các môn phái có nguồn gốc Trung Hoa
Danh sách các môn phái có nguồn gốc Trung Hoa trên lãnh thổ Việt Nam (không đầy đủ) gồm:
- Sơn Đông Không Động[31]
- Thiếu Lâm nội gia quyền[32][33]
- Thiếu Lâm Tự
- Thiếu Lâm Hồng gia
- Thiếu Lâm Sơn Đông
- Thiếu Lâm La Hán Quyền
- Thiếu Lâm Hắc Hổ Môn
- Thiếu Lâm Bắc phái
- Thiếu Lâm Nam phái
- Thiếu Lâm Nững Xị (Long Hổ Hội)
- Thiếu Lâm Lê Gia Quyền
- Thiếu Lâm Tam Thái
- Thiếu Lâm Tiều Châu
- Phật gia quyền[cần dẫn nguồn]
- Vĩnh Xuân Quyền (Việt Nam)[cần dẫn nguồn]

### Môn phái có nguồn gốc các quốc gia khác
Các loại võ thuật có nguồn gốc từ các nước khác ngoài Trung Hoa cũng có đông đảo môn sinh tại Việt Nam. Mỗi loại võ thuật cũng có những hệ phái riêng của chúng.
- Karate, Judo, Aikido,... từ Nhật Bản
- Taekwondo từ Hàn Quốc
- quyền Anh

## Các môn phái võ thuật Việt Nam mới lập
Các môn phái võ thuật do người Việt sáng tạo mới hình thành trong thời gian gần nhất (không đầy đủ):
- Thiếu Lâm Tây Sơn (năm 1962)[34]
- Bích Quang Môn (năm 1963)[35]
- Thiếu Lâm Long Phi (năm 1967)[36]
- Thanh Long võ đạo (năm 1970)[7]
- Thiếu Lâm Kiến An Kungfu Việt Nam (năm 1972)[37][38][39]
- Thiếu Lâm Bằng Long Hải (1982)[40][41] Môn phái do võ sư chưởng môn Phạm Văn Bằng sáng lập vào năm 1982, đây cũng là ngày truyền thống của môn phái, sáng lập tại thành phố Hồ Chí Minh có nguồn gốc từ Quảng Tây, Trung Quốc.[42]
- Lâm Sơn Động (năm 1990)[43]
- Hồng Trần Bình Định (năm 1992)[44]
- Linh Quyền đạo (năm 2000)[45]
- Tây Sơn – Ngọc Điệp[46]
- Uy Long môn (năm 2009)[47]
- Phật Quang Quyền (năm 2014)[48][49]

### Sách
- Hội đồng nhân dân, Ủy ban nhân dân tỉnh Hà Nam (2005). Địa chí Hà Nam. Nhà xuất bản Khoa học xã hội.
- Hữu Ngọc, Lady Borton (2004). Tham khảo biên dịch văn hóa Việt Nam: Võ dân tộc. Nhà xuất bản Thế giới.

### Tạp chí
- Viện văn học (1982). "Tạp chí văn học: Số phát hành 2". Viện văn học, Ủy ban khoa học xã hội Việt Nam. {{Chú thích tạp chí}}: Chú thích magazine cần |magazine= (trợ giúp)